# Saint-Romain (Côte-d’Or)
Saint-Romain ist eine französische Gemeinde mit 200 Einwohnern (Stand: 1. Januar 2022) im Département Côte-d’Or in der Region Bourgogne-Franche-Comté; sie gehört zum Arrondissement Beaune und zum Kanton Ladoix-Serrigny.

## Geographie
Saint-Romain liegt etwa 26 Kilometer nordnordwestlich von Chalon-sur-Saône und etwa 44 Kilometer südsüdwestlich von Dijon. Umgeben wird Saint-Romain von den Nachbargemeinden Montceau-et-Écharnant im Nordwesten und Norden, Meloisey im Norden, Volnay im Nordosten und Osten, Auxey-Duresses im Osten und Süden, Baubigny im Südwesten und Westen, Val-Mont im Westen und Nordwesten sowie Cussy-la-Colonne im Nordwesten.

## Bevölkerungsentwicklung
| Jahr                       | 1962 | 1968 | 1975 | 1982 | 1990 | 1999 | 2006 | 2019 |
| Einwohner                  | 293  | 323  | 265  | 250  | 241  | 227  | 243  | 220  |
| Quellen: Cassini und INSEE |      |      |      |      |      |      |      |      |

## Sehenswürdigkeiten
- Kirche Saint-Romain aus dem 15. Jahrhundert
- Reste der Burg
- Schloss Saint-Romain
- Alte Mühle

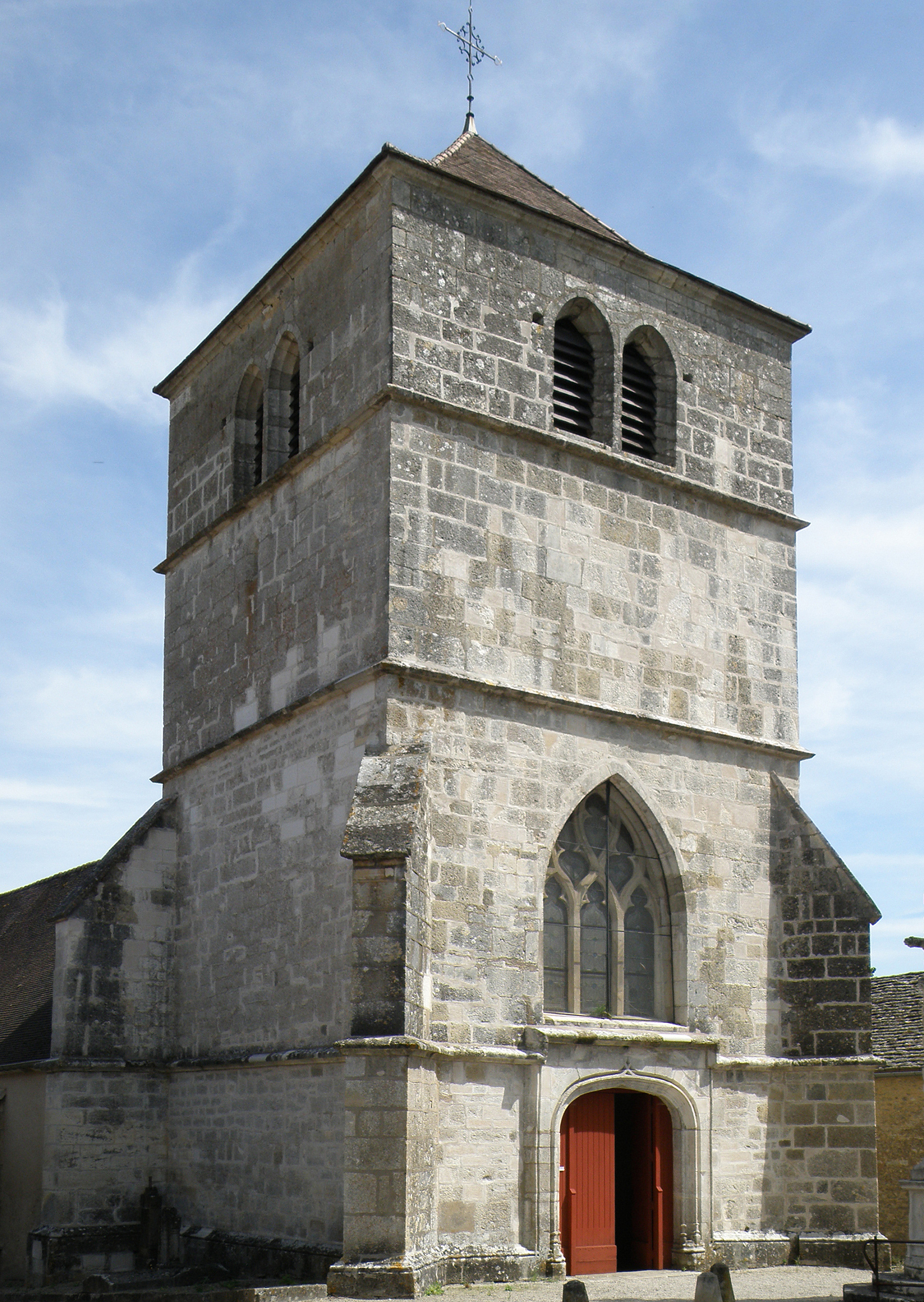
Kirche
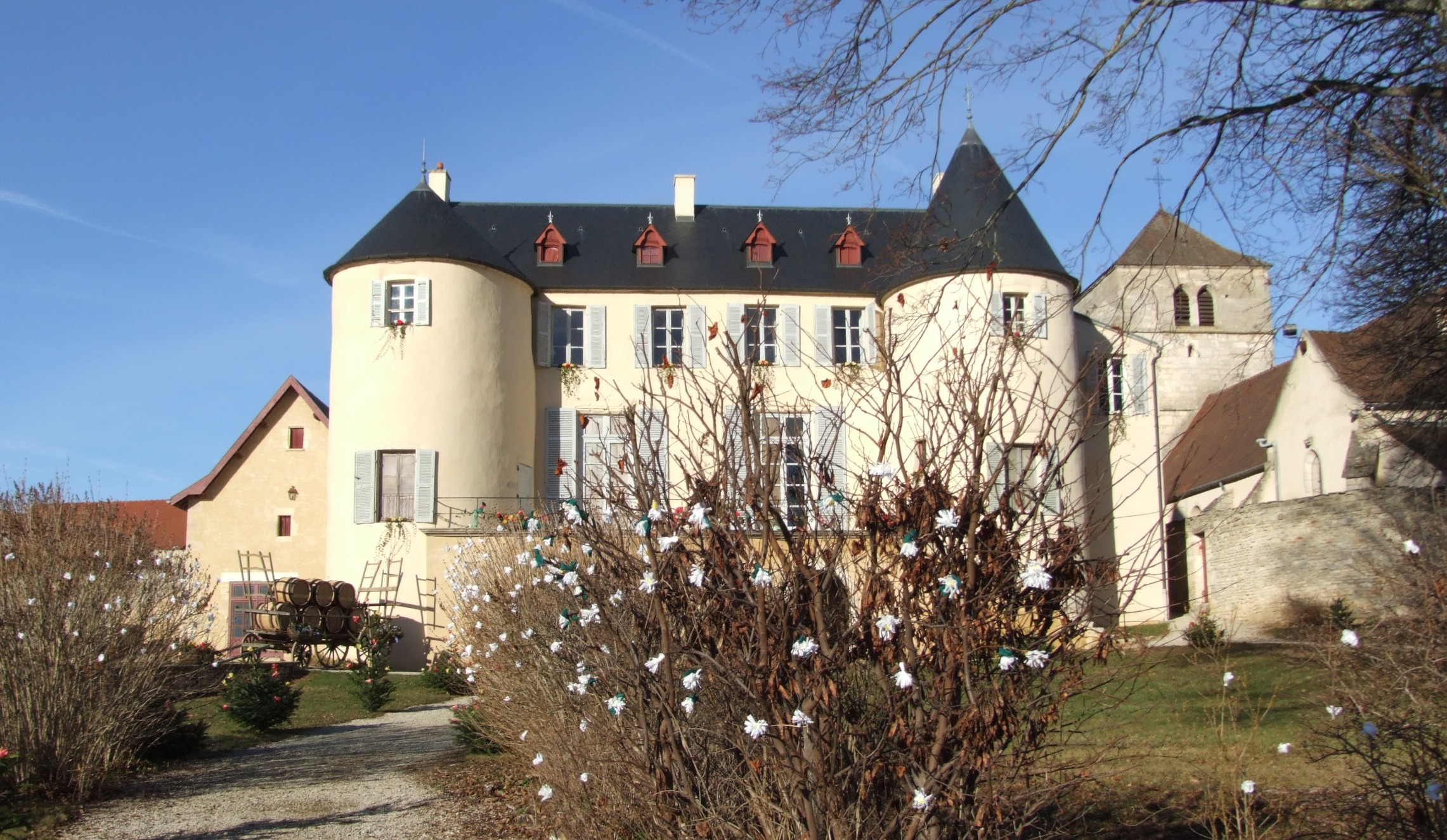
Schloss Saint-Romain
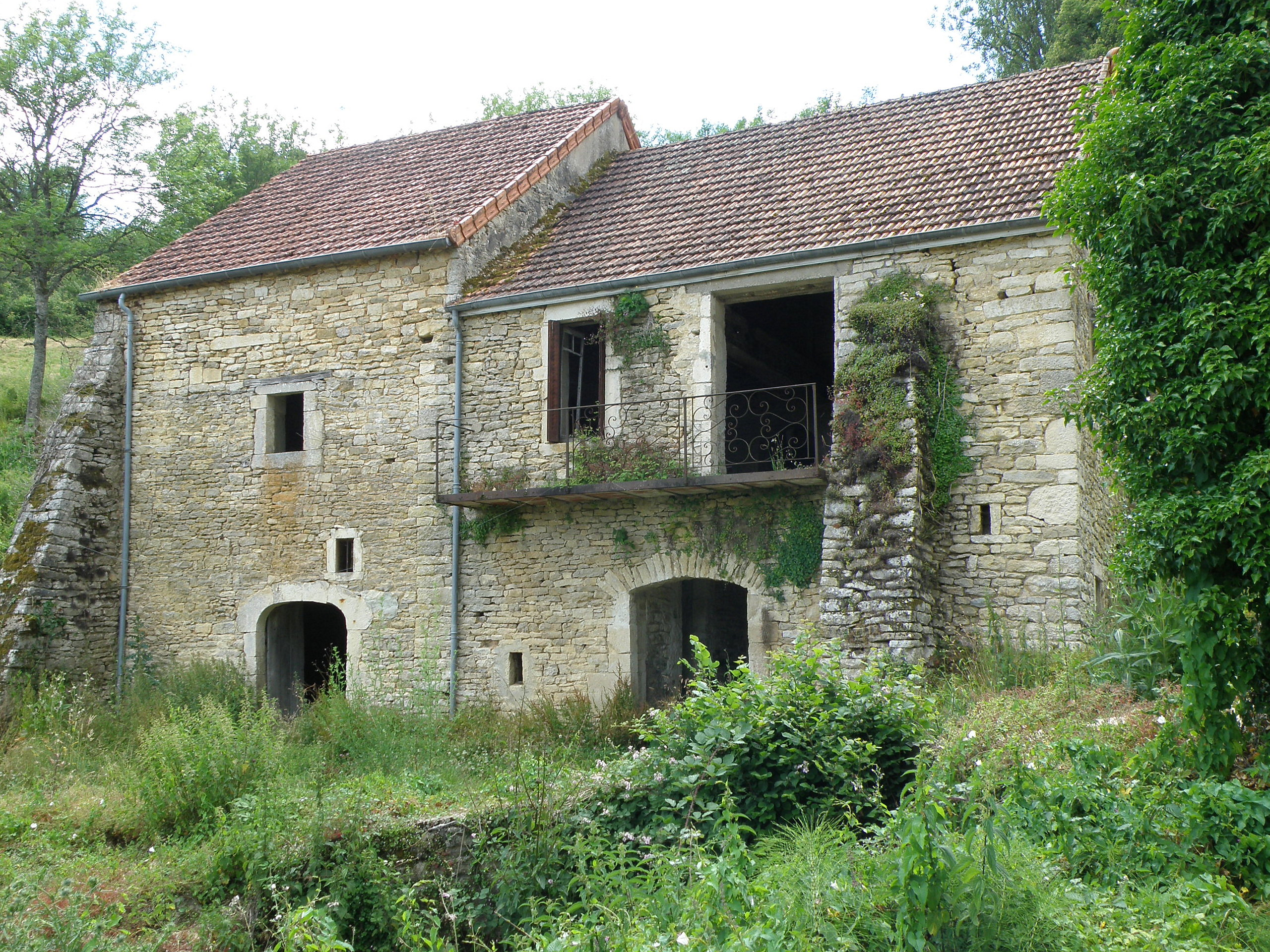
Alte Mühle
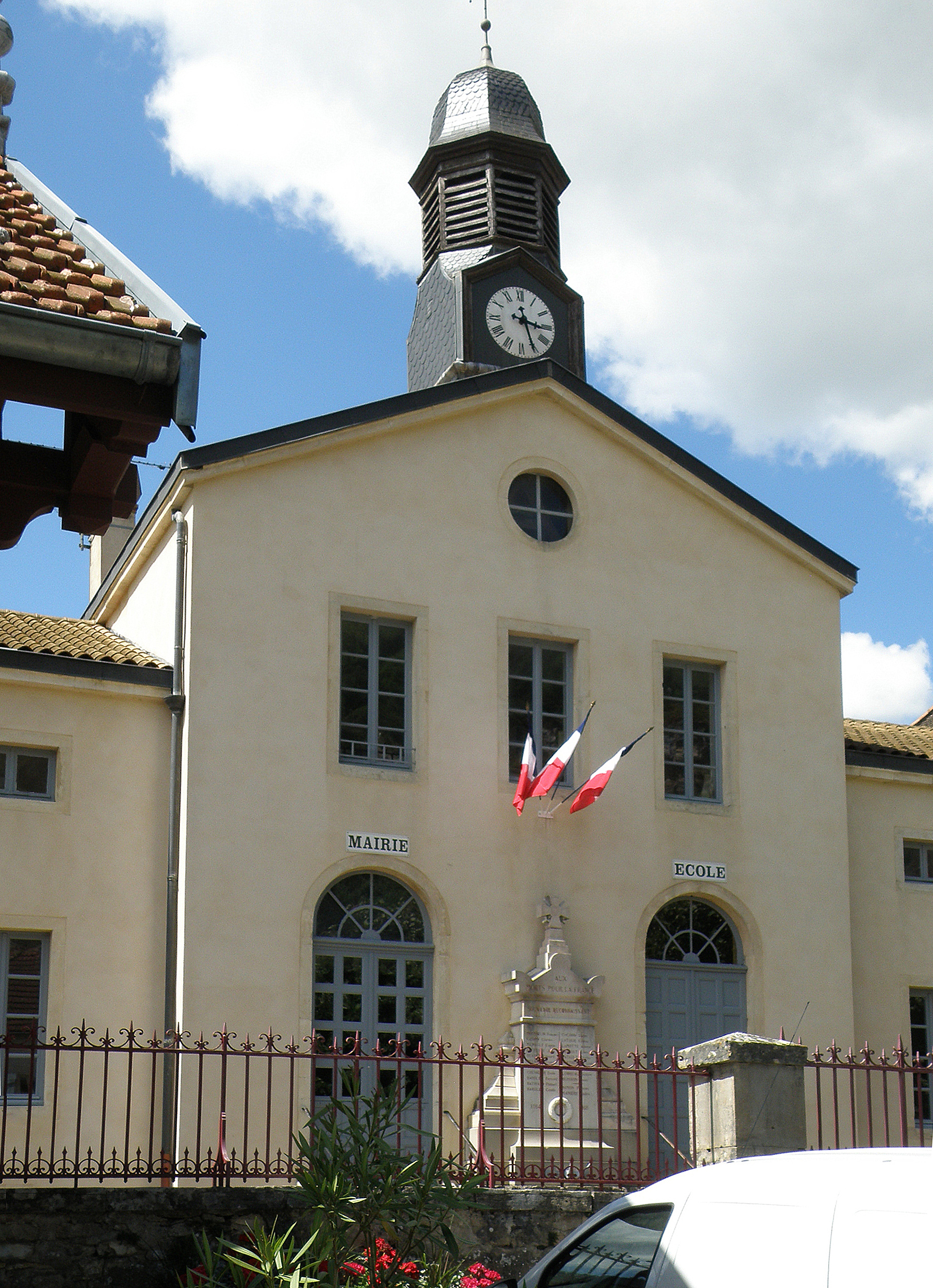
Rathaus